# 唐怡瑩
唐怡瑩（1904年—1993年），名石霞，字怡瑩，他他拉氏，滿族，曾為溥傑之妻。中華民國大陸時期画家，後移居香港。

## 生平
唐怡瑩是珍妃和瑾妃的弟弟志錡之女，其弟唐君武、妹唐舜君曾擔任第一屆國大代表，其中唐舜君更被譽為「國大之花」。
1924年1月12日，唐怡瑩與清遜帝溥儀之弟時17歲之溥傑結婚。1927年在北京飯店舞會上，首次與張學良會面，此後雙方約會頻繁，成為張學良的婚外情人，並曾鼓動溥傑前往奉天講武堂求學，在此之後唐與溥傑家人的關係破裂，兩人分居，陷入長期離婚爭議。溥傑在日本讀書期間，遭載灃控唐曾盜走北平醇親王府的大批財物，此時唐怡瑩又成為盧永祥之子盧筱嘉的情婦，同居於北京六國飯店。離婚後成為畫家，其畫法係北宗，工筆山水。
1949年，由上海搭機赴臺灣，隨後即轉赴香港居住，並任教於香港大學擔任東方語言學校之國畫和普通話高級導師，曾數次赴臺舉辦畫展唐怡瑩來臺時曾以師禮薛大可，薛氏曾撰有〈石霞歌〉，捧之不遺餘力。唐怡瑩逝世前捐贈作品多件給予文化大學，現存於文化大學華岡博物館。1993年，逝於香港。